# Koflator
Koflator, zwany także asystorem kaszlu (ang. cough assist, mechanical insufflator-exsufflator) – urządzenie medyczne umożliwiające w sposób nieinwazyjny oczyszczać drogi oddechowe u osób z niewydolnym odruchem kaszlowym.
Koflatory umożliwiają w sposób nieinwazyjny na usunięcie wydzieliny dróg oddechowych, zapobiegając nadmiernemu ich nagromadzeniu, przez co zmniejszają ryzyka ich nadkażenia i infekcji.
Zasada działania urządzenia polega na podawaniu do dróg oddechowych powietrza pod dodatnim ciśnieniem i następnie, gwałtownej zmianie ciśnienia na ujemne (imitującej odruch kaszlu), co powoduje zasysanie wydzieliny dróg oddechowych i ich oczyszczanie. Uzyskiwane przy pomocy urządzenia przepływy w drogach oddechowych sięgają 270 l/min.
Urządzenie znajduje zastosowanie u osób z niewydolnym odruchem kaszlowym, takich jak:
- stwardnienie zanikowe boczne,
- rdzeniowy zanik mięśni,
- dystrofie mięśniowe,
- miastenia,
- uszkodzenie urazowe rdzenia kręgowego,
- w przewlekłym polio.

Jest też stosowany w leczeniu mukowiscydozy, jednakże w opinii autorytetów medycznych, nie ma on istotnego znaczenia w terapii tej grupy chorób i nie jest zalecany w terapii przez Polskie Towarzystwo Mukowiscydozy. Jego zastosowanie jest ograniczone do osób z chorobami neurologicznymi przebiegającymi z osłabieniem lub zanikiem odruchu kaszlu, w których to grupach chorych ma klinicznie udowodnione działanie. Polski dystrybutor zaleca jego zastosowanie także w przypadku mukowiscydozy, zaawansowanej rozedmy płuc i rozstrzeniach oskrzeli.
Koflatory mogą być stosowane zarówno przez maseczkę ustną, jak i tracheostomię.